# Sigleif Johansen
 (février 2025).
Si vous disposez d'ouvrages ou d'articles de référence ou si vous connaissez des sites web de qualité traitant du thème abordé ici, merci de compléter l'article en donnant les références utiles à sa vérifiabilité et en les liant à la section « Notes et références ».
Pour les articles homonymes, voir Johansen.
Arnt Sigleif Johansen, né le 25 octobre 1948 à Tana, est un biathlète norvégien.

## Biographie
Sigleif Johansen fait son apparition au niveau international aux Championnats du monde 1975.
En 1977, il devient vice-champion du monde de l'individuel. 
En 1978, il prend part à la première édition de la Coupe du monde et s'impose au sprint de Ruhpolding.
Aux Championnats du monde 1978, il remporte la médaille d'argent au relais puis sa deuxième médaille à l'individuel en 1979, cette fois en bronze. Il gagne sa deuxième course de Coupe du monde cet hiver au sprint de Bardufoss.
Aux Jeux olympiques d'hiver de 1980, il est quatrième du relais et treizième de l'individuel.

## Palmarès

### Championnats du monde
- Championnats du monde 1977 à Vingrom (Norvège) :
  -  Médaille d'argent au 20 km individuel.
- Championnats du monde 1978 à Hochfilzen (Autriche) :
  -  Médaille d'argent au relais 4 × 7,5 km.
- Championnats du monde 1979 à Ruhpolding (Allemagne de l'Ouest) :
  -  Médaille de bronze au 20 km individuel.

### Coupe du monde
- Meilleur classement général : 7e en 1979.
- 4 podiums individuels : 2 victoires et 2 troisièmes places.
- 1 victoire en relais.